# Pál Dániel Levente
Pál Dániel Levente (Budapest, 1982. július 29. –) magyar költő, prózaíró, műfordító, szerkesztő, a Fővárosi Nagycirkusz dramaturgja.

## Életpályája
1993 és 2001 között a Budapesti Fasori Evangélikus Gimnázium tanulója volt. 2001–2008 között az Eötvös Loránd Tudományegyetem Bölcsészettudományi Karának, majd ugyanitt az Irodalomtudományi Doktori Iskola hallgatója volt. 
Angol, portugál, francia, galego műfordításai 1999, szépirodalmi szövegei 2000 óta jelennek meg, eddig négy verses- és két prózakötetet publikált. Írásait lefordították angolra, németre, portugálra, spanyolra, románra, bolgárra, törökre, kínai és thai nyelvre is. Tanulmányai és kritikái 2002 óta jelennek meg, rendszeresen tart előadásokat és publikál magyar, angol, portugál és spanyol nyelven, előadásokat tartott többek között Madridban, Bangkokban, Szingapúrban, a kelet-kínai Ningbóban és számos brazil egyetemen is. 
2003-tól 2015-ig a Prae irodalmi folyóirat szerkesztője, 2006-ban többedmagával létrehozta a PRAE.HU általános művészeti portált, azóta főszerkesztő-helyettes. 2012 januárja és 2016 júliusa között az ELTE Eötvös Kiadó főszerkesztője volt. 
2012-ben a European Union Prize for Literature (az Európai Unió Irodalmi Díja) magyar zsűrijének elnöke volt. 
2013-tól az Eötvös Loránd Tudományegyetem Bölcsészettudományi Kar (ELTE BTK) óraadó tanára. 
2016 januárjától a Fővárosi Nagycirkusz dramaturgja.

## Önálló könyvei
- Családon belüli erő (versek). Kalligram, Budapest, 2022
- Egy ember nyolcadik kerülete (próza). Athenaeum, Budapest, 2019
- Álmaink piros sportladája (versek). Irodalmi Jelen Könyvek, Budapest, 2017
- Az Úr Nyolcadik Kerülete (próza). Athenaeum, Budapest, 2017
- Hogy éltünk, nem hiába (versek). FISZ, Budapest, 2013
- Ügyvezető költő a 21. században (versek, prózák). PRAE.HU+Palimpszeszt, Budapest, 2010
- Sortűz a körkörös éjszakára (versek, prózák). Kráter, Pomáz, 2005